# Ophelia radiata
Ophelia radiata é uma espécie de anelídeo pertencente à família Opheliidae.
A autoridade científica da espécie é Delle Chiaje, tendo sido descrita no ano de 1828.
Trata-se de uma espécie presente no território português, incluindo a sua zona económica exclusiva.